# Флут Спрингс (Оклахома)
Флут Спрингс (енгл. Flute Springs) насељено је место без административног статуса у америчкој савезној држави Оклахома.

## Демографија
По попису из 2010. године број становника је 130, што је 52 (-28,6%) становника мање него 2000. године.
| Група             | 2000.      | 2010.      |
| Белци             | 50 (27,5%) | 31 (23,8%) |
| Афроамериканци    | 0 (0,0%)   | 0 (0,0%)   |
| Азијати           | 0 (0,0%)   | 0 (0,0%)   |
| Хиспаноамериканци | 1 (0,5%)   | 7 (5,4%)   |
| Укупно            | 182        | 130        |